# Angela Visser
Angela Visser (Nieuwerkerk aan den IJssel, 18 oktober 1966) is een Nederlands actrice, voormalig schoonheidskoningin en actrice. Ze was in 1989 de eerste Nederlandse winnares van de Miss Universe-verkiezing.

## Biografie
In 1988 deed Visser mee aan de Miss World-verkiezing. Een jaar later deed ze mee aan de Miss Universe-verkiezing, hier won ze de titel. Nadat ze in 1989 de verkiezing won was Visser van 1991 - 1994 medepresentatrice van het evenement. Tevens presenteerde ze voor Veronica de Miss Universe Holland-verkiezing in 1991 - 1993. Ze was juryvoorzitter bij de Miss Universe Holland-verkiezing van 1994.
Ze heeft gespeeld in de volgende films:
- Hot Under the Collar
- Killer Tomatoes Eat France!
- figurant als mooi blondje in Spy Hard

en in de televisieshows:
- The Ben Stiller Show
- Blossom
- Boy Meets World
- Baywatch
- Acapulco Heat en Beverly Hills 90210

Ze had de hoofdrol in de successerie USA High. Ook verscheen ze in 1995 als Samantha in de successerie Friends (aflevering 19, serie 1, ook bekend als "Where The Monkey Gets Away").
In 2002 werd Angela door de site Global Beauties gekozen tot mooiste Miss Universe ooit. Visser woont in de Verenigde Staten met haar vriend, met wie ze een dochter heeft. Ze werkt als vrijwilligster voor de opvang van zwerfhonden.